# 结花日志
《結花日誌》是荒井切利以四格漫畫形式創作的日本漫畫。連載於芳文社漫畫雜誌《Manga Time》2004年4月號至2006年3月號。故事主要描述前田結花的家族日常。單行本全1冊。於2016年5月發售的《Cherry etc. 荒井切利傑作集 上》收錄《結花日誌》作品內容。

## 登場人物
前田結花
長女。精品店店長。
前田實音
次女。小學生。
前田克樹
長男。高中生。
鶴田千歌
結花的兒時朋友。
松本有祐
実音的班級導師。

## 出版書籍
| 冊數 | 芳文社        | 芳文社             |
| 冊數 | 發售日期      | ISBN               |
| ---- | ------------- | ------------------ |
| 1    | 2006年5月26日 | ISBN 4-8322-7578-X |